# Zveahel
Zveahel (în ucraineană Звягель; până în 2022 Novohrad-Volînskîi) este oraș regional în regiunea Jîtomîr, Ucraina. Deși subordonat direct regiunii, orașul este și reședința raionului Zveahel. 

## Demografie
Componența lingvistică a orașului Zveahel
     Ucraineană (89,37%)
     Rusă (10,01%)
     Alte limbi (0,35%)
Conform recensământului din 2001, majoritatea populației orașului Zveahel era vorbitoare de ucraineană (89,37%), existând în minoritate și vorbitori de rusă (10,01%).